# Argentyna na Mistrzostwach Świata w Lekkoatletyce 2009
Argentyna na Mistrzostwach Świata w Lekkoatletyce 2009 – reprezentacja Argentyny podczas czempionatu w Berlinie liczyła 7 zawodników. Żaden z przedstawicieli tego południowoamerykańskiego kraju nie zdołał awansować do finału (poza występującym w chodzie Juanem Manuelem Cano, ponieważ w tej konkurencji rozegrano tylko finał).

## Występy reprezentantów Argentyny

### Mężczyźni
- Chód na 20 km
  - Juan Manuel Cano z czasem 1:29:20 ustanowił swój najlepszy wynik w sezonie i zajął 40. miejsce

- Pchnięcie kulą
  - Germán Lauro nie zaliczył żadnej próby

- Rzut dyskiem
  - Jorge Balliengo z wynikiem 59,19 zajął 23. lokatę i nie awansował do finału
  - Germán Lauro z wynikiem 57,88 zajął 28. lokatę i nie awansował do finału

- Rzut młotem
  - Juan Ignacio Cerra z wynikiem 69,37 zajął 30. lokatę i nie awansował do finału

### Kobiety
- Rzut dyskiem
  - Rocío Comba z wynikiem 54,69 zajęła 30. miejsce i nie awansowała do finału

- Rzut młotem
  - Jennifer Dahlgren z wynikiem 68,90 zajęła 17. miejsce i nie awansowała do finału